# Vore Billardstjerner
|  | Denne artikel er oprettet af botten Steenthbot ud fra en ekstern database. Den kan derfor have sproglige fejl eller mangler. Denne skabelon kan fjernes efter kontrol af indholdet. |

Vore Billardstjerner er en dansk dokumentarfilm fra 1942.

## Handling
I 1940’erne er keglebillard i rivende udvikling i Danmark. Fra at være et decideret restaurationsspil er det gået over og blevet en sport. Filmen giver en indføring i spillets regler, og forskellige billardspillere demonstrerer, hvordan man udfører stød som tværballen, medløbskvarten, slæbespidsen, dobbeltspidsen, langspidsen, trækballen, kontraballen, diverse kunstballer og trickballer. Desuden ses optagelser fra danmarksmesterskabet i keglebillard d. 7. april 1944, hvor Kaj Foldager og C.K. Andreasen dyster.

## Medvirkende
- Kaj Foldager
- C.K. Andreasen
- Oscar Johansen